# Политика Сербии
Политика Сербии основывается на принципе парламентской демократии. Премьер-министр Сербии является главой Правительства Сербии, Президент Сербии — главой государства. Сербия является парламентской республикой с разделением власти на законодательную, исполнительную и судебную.

## Власть

### Исполнительная
Действующим президентом является Александр Вучич. Премьер-министр относится к исполнительной ветви власти и возглавляет правительство. Премьер-министра избирает Народная скупщина Сербии по предложению Президента после консультаций со всеми фракциями парламента. Выборы Президента проходят путём всенародного голосования, глава государства избирается на 5 лет и не может пребывать в должности более двух сроков. При этом пост президента является в основном церемониальной должностью.
Премьер-министр назначает членов своего кабинета министров, кандидатуры утверждаются Народной скупщиной. Полномочия власти представлены у премьер-министра, его заместителей и других министров. Премьер-министр обязан представлять все свои предложения Народной скупщине и кандидатуры членов своего кабинета. В случае, если большинство депутатов Народной скупщины поддержат кандидатуры, то правительство будет избрано.

### Законодательная

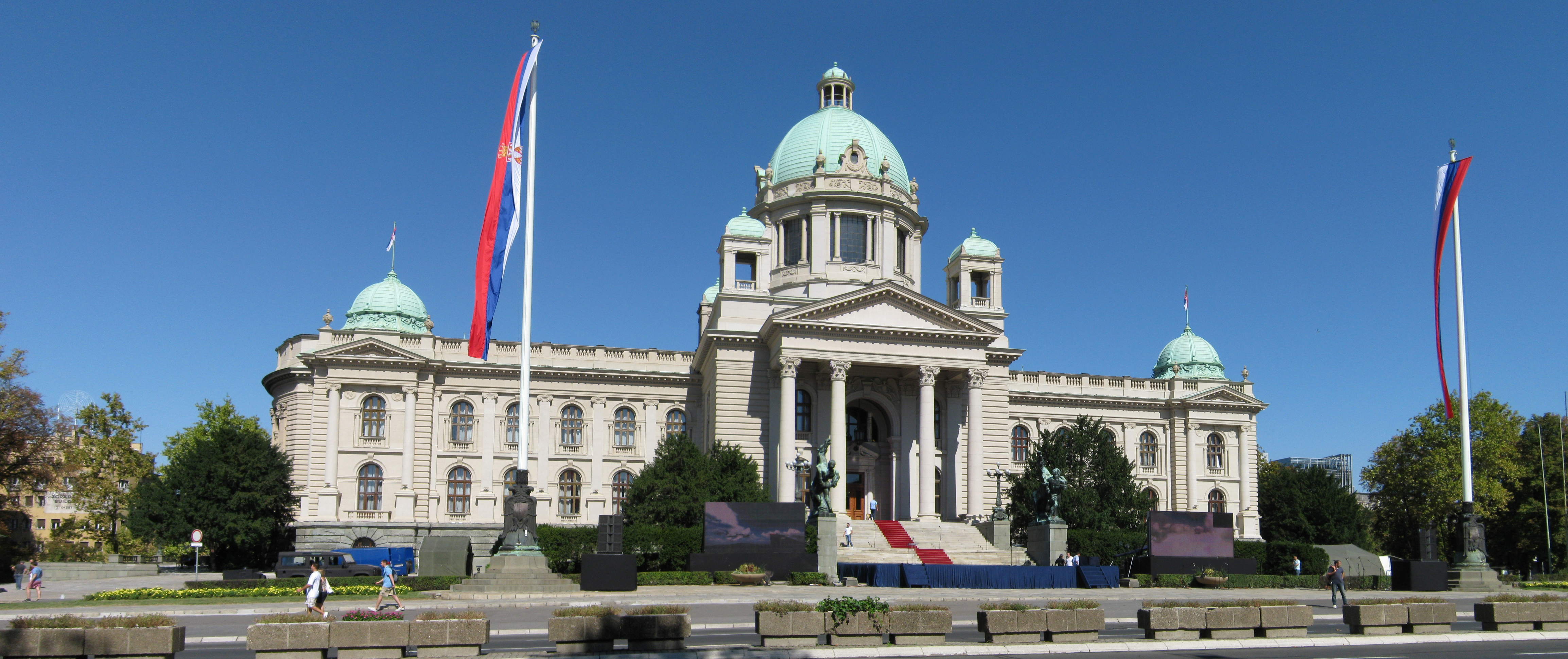
Здание Народной скупщины Сербии

Парламент Сербии — Народная скупщина Сербии, однопалатный, сосредоточение законодательной власти. Состоит из 250 депутатов, избираемых по пропорциональной системе тайным голосованием.

### Судебная
Высшим судом в Сербии является Верховный кассационный суд, рассматривающий решения по различным делам (в том числе и уголовным), обжалованные в судах низших инстанций. С 2008 года согласно Закону об организации судов число судов в стране снизилось со 168 до 64. Образованы Базовый, Высший и Апелляционный суды Сербии, а также Верховный кассационный суд. Существуют также специальные суды: Коммерческий суд, Коммерческий апелляционный суд, Административный суд Сербии.

## Выборы
Сербия придерживается системы многопартийности: в стране зафиксированы многочисленные политические партии. Система не позволяет одной партии стать правящей и вынуждает партии образовывать коалиции с целью формирования коалиционных правительств. Выборы проводятся на парламентском, провинциальном и городском уровнях каждые 4 года.

## Международные отношения
Сербия является членом ООН, ОБСЕ, Совета Европы, программы НАТО «Партнёрство ради мира» и других организаций. Ведущими стратегическими партнёрами Сербии являются Евросоюз, Российская Федерация и Китай. Сербия является кандидатом на вступление в ЕС и выполняет соответствующие требования в рамках ведения переговоров. Также она является кандидатом на вступление в ВТО.
Серьёзным вопросом является статус Косова: 17 февраля 2008 года албанцы провозгласили его независимость. Ряд членов ООН признал Косово независимым государством, в то время как Сербия и значительная часть других членов ООН не признают Косово независимым. Правительство Сербии, утверждая о желании добиться нормальной жизни для всех жителей Косово, заявило, что не признает ни при каких обстоятельствах его независимость.